# Cavron-Saint-Martin
Cavron-Saint-Martin é uma comuna francesa na região administrativa de Altos da França, no departamento de Pas-de-Calais. Estende-se por uma área de 11,86 km². Em 2010 a comuna tinha 459 habitantes (densidade: 38,7 hab./km²).